# StarLadder Major: Berlin 2019
 (mars 2020).
La StarLadder Major: Berlin 2019 est la 15e édition du Counter-Strike: Global Offensive Major Championships, tournoi international d'esport. Elle s'est déroulée à Berlin en Allemagne du 23 août 2019 au 8 septembre 2019.

## Participants[3]
| Legends                                                                                            |
| -------------------------------------------------------------------------------------------------- |
| - Astralis - ENCE - FaZe Clan - MIBR - Natus Vincere - Ninjas in Pyjamas - Renegades - Team Liquid |

| Challengers                                                  |
| ------------------------------------------------------------ |
| - AVANGAR - Complexity - G2 Esports - HellRaisers - Vitality |

| Minor Challengers                                                                                    |
| --- |
| - CR4ZY - DreamEaters - forZe - Furia - Grayhound - INTZ - Mousesports - North - NRG - Syman - TYLOO |

## PhaseNew Challengers
Le classement initial est créé en fonction du classement mondial des équipes (Sur le tableau qui suit il est écrit en petit à droit du nom des équipes)
| Rang  | Équipe                 | Score | Premier tour           | Deuxième tour         | Troisième tour         | Quatrième tour         | Cinquième tour        |
| ----- | ---------------------- | ----- | ---------------------- | --------------------- | ---------------------- | ---------------------- | --------------------- |
| 1–2   | mousesports (6)        | 3–0   | forZe (11)             | AVANGAR (6)           | G2 Esports (2)         | Qualifié               | Qualifié              |
| 1–2   | North (4)              | 3–0   | INTZ eSports (13)      | Syman Gaming (14)     | CR4ZY (6)              | Qualifé                | Qualifé               |
| 3–5   | NRG Esports (2)        | 3–1   | DreamEaters (15)       | TYLOO (15)            | Syman Gaming (14)      | AVANGAR (7)            | Qualifé               |
| 3–5   | G2 Esports (3)         | 3–1   | TYLOO (14)             | DreamEaters (12)      | mousesports (3)        | forZe (7)              | Qualifié              |
| 3–5   | CR4ZY (8)              | 3–1   | Grayhound Gaming (9)   | FURIA Esports (4)     | North (1)              | DreamEaters (10)       | Qualifé               |
| 6–8   | Team Vitality (1)      | 3–2   | Syman Gaming (16)      | INTZ eSports (16)     | DreamEaters (13)       | HellRaisers (12)       | Grayhound Gaming (10) |
| 6–8   | DreamEaters (15)       | 3–2   | NRG Esports (2)        | G2 Esports (2)        | Team Vitality (4)      | CR4ZY (5)              | forZe (9)             |
| 6–8   | AVANGAR (7)            | 3–2   | Complexity Gaming (10) | mouseports (5)        | HellRaisers (10)       | NRG Esports (4)        | Syman Gaming (12)     |
| 9–11  | Grayhound Gaming (9)   | 2–3   | CR4ZY (8)              | forZe (11)            | INTZ eSports (16)      | Complexity Gaming (10) | Team Vitality (6)     |
| 9–11  | Syman Gaming (16)      | 2–3   | Team Vitality (1)      | North (1)             | NRG Esports (5)        | FURIA Esports (8)      | AVANGAR (7)           |
| 9–11  | forZe (11)             | 2–3   | mousesports (7)        | Grayhound Gaming (10) | FURIA Esports (7)      | G2 Esports (3)         | DreamEaters (9)       |
| 12–14 | compLexity Gaming (10) | 1–3   | AVANGAR (7)            | HellRaisers (14)      | TYLOO (15)             | Grayhound Gaming (12)  | Elilminé              |
| 12–14 | FURIA Esports (5)      | 1–3   | HellRaisers (12)       | CR4ZY (7)             | forZe (8)              | Syman Gaming (14)      | Eliminé               |
| 12–14 | HellRaisers (12)       | 1–3   | FURIA Esports (5)      | Complexity Gaming (9) | AVANGAR (8)            | Team Vitality (7)      | Eliminé               |
| 15–16 | TYLOO (14)             | 0–3   | G2 Esports (3)         | NRG Esports (7)       | Complexity Gaming (12) | Eliminé                | Eliminé               |
| 15–16 | INTZ eSports (13)      | 0–3   | North (4)              | Team Vitality (3)     | Grayhound Gaming (11)  | Eliminé                | Eliminé               |

## PhaseNew Legends
| Rang  | Équipe            | Score | Premier tour           | Deuxième tour         | Troisième tour         | Quatrième tour    | Cinquième tour    |
| ----- | ----------------- | ----- | ---------------------- | --------------------- | ---------------------- | ----------------- | ----------------- |
| 1–2   | ENCE              | 3–0   | AVANGAR (14)           | MIBR (6)              | Team Vitality (4)      | Qualifié          | Qualifié          |
| 1–2   | NRG Esports       | 3–0   | Renegades (8)          | Team Liquid (2)       | Astralis (1)           | Qualifié          | Qualifié          |
| 3–5   | Team Vitality     | 3–1   | North (11)             | FaZe Clan (4)         | ENCE (2)               | mousesports (11)  | Qualifé           |
| 3–5   | Astralis          | 3–1   | Dreameaters (16)       | G2 Esports (11)       | NRG Esports (5)        | CR4ZY (12)        | Qualifié          |
| 3–5   | AVANGAR           | 3–1   | ENCE (3)               | Renegades (8)         | Team Liquid (3)        | G2 Esports (9)    | Qualifié          |
| 6–8   | Natus Vincere     | 3–2   | G2 Esports (13)        | Dreameaters (16)      | mousesports (11)       | MIBR (7)          | CR4ZY (13)        |
| 6–8   | Team Liquid       | 3–2   | CR4ZY (15)             | NRG (8)               | AVANGAR (14)           | North (14)        | mousesports (12)  |
| 6–8   | Renegades         | 3–2   | NRG Esports (9)        | AVANGAR (14)          | Dreameaters (16)       | FaZe Clan (6)     | G2 Esports (11)   |
| 9–11  | G2 Esports        | 2–3   | Natus Vincere (4)      | Astralis (1)          | MIBR (8)               | AVANGAR (10)      | Renegades (10)    |
| 9–11  | CR4ZY             | 2–3   | Team Liquid (2)        | Ninjas in Pyjamas (9) | FaZe Clan (6)          | Astralis (2)      | Natus Vincere (6) |
| 9–11  | mousesports       | 2–3   | FaZe Clan (5)          | North (12)            | Natus Vincere (7)      | Vitality (4)      | Team Liquid (5)   |
| 12–14 | FaZe Clan         | 1–3   | mousesports (12)       | Team Vitality (5)     | CR4ZY (15)             | Renegades (13)    | Éliminé           |
| 12–14 | North             | 1–3   | Team Vitality (6)      | mousesports (13)      | Ninjas in Pyjamas (12) | Team Liquid (5)   | Éliminé           |
| 12–14 | MIBR              | 1–3   | Ninjas in Pyjamas (10) | ENCE (3)              | G2 Esports (9)         | Natus Vincere (8) | Éliminé           |
| 15–16 | Ninjas in Pyjamas | 0–3   | MIBR (7)               | CR4ZY (15)            | North (13)             | Éliminé           | Éliminé           |
| 15–16 | DreamEaters       | 0–3   | Astralis (1)           | Natus Vincere (7)     | Renegades (9)          | Éliminé           | Éliminé           |

## PhaseNew Champions
|  | Quart de finale | Quart de finale | Quart de finale | Quart de finale |           |           | Demi-finale | Demi-finale | Demi-finale | Demi-finale |  |  | Finale | Finale | Finale | Finale |
|  |                 |                 |                 |                 |           |           |             |             |             |             |  |  |        |        |        |        |
|  |                 |                 |                 |                 |           |           |             |             |             |             |  |  |        |        |        |        |
|  |                 |                 |                 |                 |           |           |             |             |             |             |  |  |        |        |        |        |
|  | Ence            | Ence            | 0               | 0               |           |           |             |             |             |             |  |  |        |        |        |        |
|  | Ence            | Ence            | 0               | 0               |           |           |             |             |             |             |  |  |        |        |        |        |
|  | Renegades       | Renegades       | 2               | 2               |           |           |             |             |             |             |  |  |        |        |        |        |
|  | Renegades       | Renegades       | 2               | 2               | Renegades | Renegades | 0           | 0           |             |             |  |  |        |        |        |        |
|  |                 |                 |                 |                 | Renegades | Renegades | 0           | 0           |             |             |  |  |        |        |        |        |
|  |                 |                 | Avangar         | Avangar         | 2         | 2         |             |             |             |             |  |  |        |        |        |        |
|  | Team Vitality   | Team Vitality   | Avangar         | Avangar         | 2         | 2         | 1           | 1           |             |             |  |  |        |        |        |        |
|  | Team Vitality   | Team Vitality   |                 |                 |           |           |             | 1           |             |             |  |  |        |        |        |        |
|  | Avangar         | Avangar         | 2               | 2               |           |           |             |             |             |             |  |  |        |        |        |        |
|  | Avangar         | Avangar         | 2               | 2               | Avangar   | Avangar   | 0           | 0           |             |             |  |  |        |        |        |        |
|  |                 |                 |                 |                 | Avangar   | Avangar   | 0           | 0           |             |             |  |  |        |        |        |        |
|  |                 |                 | Astralis        | Astralis        | 2         | 2         |             |             |             |             |  |  |        |        |        |        |
|  | Astralis        | Astralis        | Astralis        | Astralis        | 2         | 2         | 2           | 2           |             |             |  |  |        |        |        |        |
|  | Astralis        | Astralis        |                 |                 |           |           |             |             |             |             |  |  |        |        |        |        |
|  | Team Liquid     | Team Liquid     | 0               | 0               |           |           |             |             |             |             |  |  |        |        |        |        |
|  | Team Liquid     | Team Liquid     | 0               | 0               | Astralis  | Astralis  | 2           | 2           |             |             |  |  |        |        |        |        |
|  |                 |                 |                 |                 | Astralis  | Astralis  | 2           | 2           |             |             |  |  |        |        |        |        |
|  |                 |                 | NRG Esports     | NRG Esports     | 0         | 0         |             |             |             |             |  |  |        |        |        |        |
|  | NRG Esports     | NRG Esports     | NRG Esports     | NRG Esports     | 0         | 0         | 2           | 2           |             |             |  |  |        |        |        |        |
|  | NRG Esports     | NRG Esports     |                 |                 |           |           |             | 2           |             |             |  |  |        |        |        |        |
|  | Natus Vincere   | Natus Vincere   | 0               | 0               |           |           |             |             |             |             |  |  |        |        |        |        |
|  | Natus Vincere   | Natus Vincere   | 0               | 0               |           |           |             |             |             |             |  |  |        |        |        |        |
|  |                 |                 |                 |                 |           |           |             |             |             |             |  |  |        |        |        |        |